# 黃河治理
黃河治理指运用水利工程防止黃河造成的災害，保護生態環境和流域居民安全。黃河流經黃土高原，自古以來因含沙量高、易泛濫改道而聞名。如果簡單修建河堤防止汎濫，泥沙就會淤積，在下游形成地上河。
黃河治理是一個綜合的政治、经济、文化和政治神学議題，也是歷代中國統治者的難題，黃河決堤往往意味著大規模的流離失所和王朝換代。「聖人出黃河清」，是否能治理好黃河，和古代政權統治的合法性，有效性和穩定性息息相關。

## 歷史
傳說中夏王朝就是組織治水的大禹開創的。中國國家的起源和黃河治理的大規模組織有關。
秦始皇統一六國後，開始大規模的水工建設，包括疏浚河道。漢武帝時期，著名的治水專家鄭國擴大了工程規模，修建鄭國渠，更加系統地治理了黃河。
隋唐時期，黃河的治理著重於加固堤防和疏浚河道。
明代潘季驯采用「束水冲沙」、「蓄清刷黃」和黃淮綜合治理的方式治河。
20世紀50年代以后，中華人民共和國在黃土高原植樹固沙，並修建小浪底等水庫，采用每年同时集中泄洪，河底爆破，机械清淤等方式，或能將黃河下游河槽冲深，以達到長期治理。

## 延伸閲讀
- 黃河清
- 小浪底水庫
- 保衛黃河